# Thurmgut

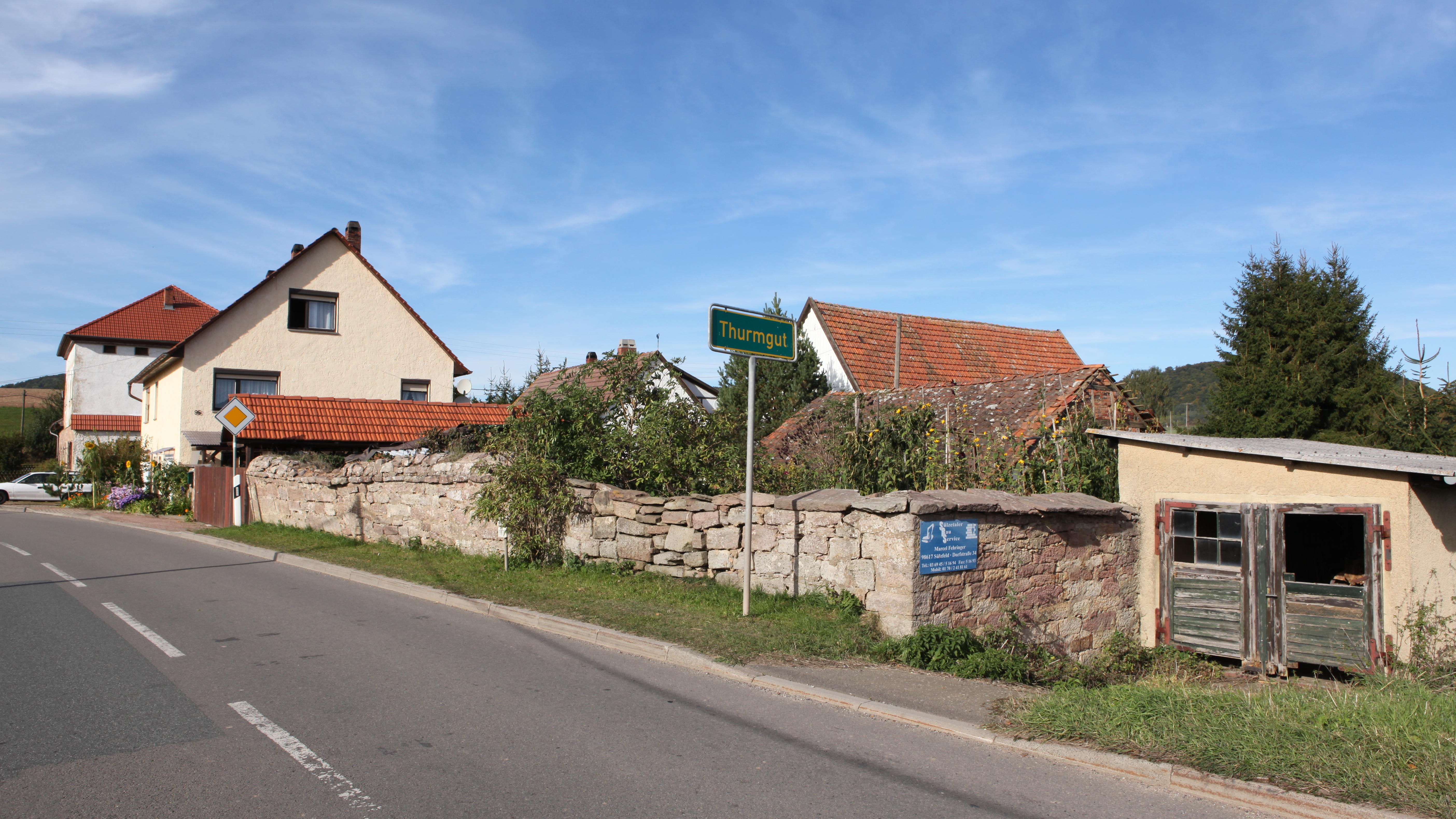
Thurmgut

Thurmgut ist ein einzelnes Gehöft in der Gemeinde Rhönblick im Landkreis Schmalkalden-Meiningen in Thüringen.
Das Gehöft befindet sich unweit vom Sorghof an der Landesstraße 2625 zwischen Hermannsfeld und Stedtlingen. Nordöstlich liegt Sülzfeld. Kerngemeinde ist Hermannsfeld.
Auf der anderen Straßenseite steht mit der Großen Eiche ein Naturdenkmal mit einem Brusthöhenumfang von 7,65 m (2015).